# Carlo Citarella
Carlo Citarella (Messina, 16 marzo 1899 – San Gervasio, 4 novembre 1918) è stato un militare italiano, decorato di medaglia d'oro al valor militare alla memoria nel corso della prima guerra mondiale.

## Biografia
Nacque a Messina il 16 marzo 1899, figlio di Raffaele e Letteria Cacia. mentre era ancora studente dopo lo scoppio della guerra con l'Impero austro-ungarico, il 24 maggio 1915, tentò di arruolarsi nel Regio Esercito per raggiungere la zona di operazioni, ma la domanda venne respinta a causa della sua giovane età. Nel febbraio 1917 fu chiamato a prestare servizio militare arruolato nel 19º Reggimento fanteria "Brescia", dove fu promosso caporale e si distinse in combattimento tanto da essere destinato a frequentare un corso per allievi ufficiali di complemento presso la Regia Accademia Militare di Fanteria e Cavalleria di Modena. Al termine di esso, nell'agosto 1917, fu nominato aspirante ed assegnato al 221º Reggimento fanteria della Brigata Jonio che raggiunse a Zenson sul Piave. Dietro sua domanda fu assegnato come comandante al 1º Reparto arditi reggimentale combattendo nella battaglia del solstizio (15-24 giugno) per l'occupazione dell'Argine Regio tra Fossalta e Casa Gradenigo con lo scopo di impossessarsi dell'ansa di Gonfo, e contrastando efficacemente il ritorno offensivo del nemico. Dopo l'inizio della battaglia di Vittorio Veneto, il 29 ottobre oltrepassò il Piave a Romanziol superando la resistenza degli austriaci e lanciandosi all'inseguimento degli avversari. Il 2 novembre fece parte di una autocolonna formata da arditi e mitraglieri a cui era stato ordinato di occupare i ponti di Latisana, al fine di impedirne la distruzione, e quindi superare il Tagliamento. Arrivati al torrente Stella si ebbe il primo combattimento a Precenicco, dove catturò con i suoi arditi il ponte con i difensori e le loro armi e munizioni, procedendo in direzione di San Giorgio di Nogaro impegnò combattimento a Cà Cossutto, nei pressi di San Gervasio, dove incontrò una forte resistenza sotto forma di nidi di mitragliatrice. Rimase ferito una prima volta alla gamba sinistra, ma continuò a combattere catturando un'arma, poi una seconda e infine una terza, con una raffica di mitragliatrice che gli squarciò l'addome. Morì poco tempo dopo presso la 74ª Sezione Sanità, continuando fino all'ultimo istante ad incitare i suoi arditi. Con Decreto Luogotenenziale del 29 maggio 1919 fu insignito della medaglia d'oro al valor militare alla memoria.

### Fonti
1. 1 2 3 4 5 6 7  Combattenti Liberazione.
2. 1 2  Carolei, Greganti, Modica 1968, p. 202.
3. 1 2 3  Coltrinari, Ramaccia 2018, p. 173.
4. ↑   Bollettino ufficiale delle nomine, promozioni e destinazioni negli ufficiali e sottufficiali del R. esercito italiano e nel personale dell'amministrazione militare, 1919,  p. 2383. URL consultato il 12 marzo 2021.
5. ↑   Citarella Carlo - Medaglia d'oro al valor militare, su Presidenza della Repubblica. URL consultato il 25 ottobre 2024.